# Promachus neavei
Promachus neavei là một loài ruồi trong họ Asilidae. Promachus neavei được Hobby miêu tả năm 1936. Loài này phân bố ở vùng nhiệt đới châu Phi.